# Айгнер, Ильзе
Ильзе Айгнер (нем. Ilse Aigner; род. 7 декабря 1964) — немецкий государственный и политический деятель, председатель Баварского ландтага. Являлась членом бундестага Германии с 1998 года по 2013 год и с октября 2008 года по сентябрь 2013 год федеральным министром продовольствия, сельского хозяйства и защиты прав потребителей. В 2013—2018 заместитель премьер-министра и министр экономики, средств массовой информации, энергетики и технологий земли Бавария.

## Биография
После окончания средней школы в 1981 году в Бад-Айблинге Айгнер окончила в 1985 году в доме-обучении технике радио и телевидении и работала в родительском электро-ремесленном производстве. С 1988 по 1990 она посещала техникум, который она окончила как прошедшею государственную сертификацию техник для электротехники. Затем она работала до 1994 в Eurocopter Group в усовершенствовании электрической системы для вертолётов.
В 1983 году Айгнер вступила в организацию Молодёжный союз Германии, а в 1985 году в саму партию ХСС. С 1995 года она является членом совета ХСС и была избрана в президиум ХСС в качестве секретаря в 2007 году.
С 1994 до 1998 была членом Баварского ландтага. Вновь избрана в него в сентябре 2013 года.
С 10 октября 2013 по 5 ноября 2018 заместитель премьер-министра и министр экономики, средств массовой информации, энергетики и технологий Баварии.
С 5 ноября 2018 года председатель Баварского ландтага.

### Общественная деятельность
- с 1995 г.: вице-президент земельного союза Верхней Баварии в Лиге немецких карнавалов (Bund Deutscher Karneval e.V.)
- с 2004 г.: член попечительского совета Немецкого музея в Мюнхене
- 2001—2009 гг.: Председатель общества спасения на водах Баварского Красного креста
- с 2009 г.: Председатель попечительского объединения детского дома в Иршенберге